# Mårten Liander
Mårten Emanuel Liander, född 5 mars 1873 i Gällstads socken, Älvsborgs län, död 11 november 1949, var en svensk grosshandlare.
Efter studier vid Göteborgs handelsinstitut 1890–92 och affärsstudier i Tyskland och Storbritannien 1892–96 etablerade Liander engrosaffär i Stockholm 1896 och var efter rörelsens ombildande till aktiebolag 1919 dess verkställande direktör. Han var även verkställande direktör i det av honom 1915 grundade AB Växlar och Signaler i Örebro.
Liander var ledamot av Stockholms stadsfullmäktige 1917–42, Stockholms hamnstyrelse 1921–43 (vice ordförande 1939–41), Stockholms Frihamns AB 1919–43, Stockholms stads handels- och sjöfartsnämnd 1922–43, Flyghamnsstyrelsen 1928–43, Börsstyrelsen 1920–44, Eastmaninstitutet 1941–43, ordförande i Sveriges grossistförbund 1923–32, i Bröderna Påhlmans handelsinstitut från 1926 och i Sveriges Smörjoljeimportörers förening från 1934.